# Jardinghausen
Jardinghausen ist der südlichste Ortsteil der Stadt Syke (Landkreis Diepholz, Niedersachsen).

## Geografie

### Lage

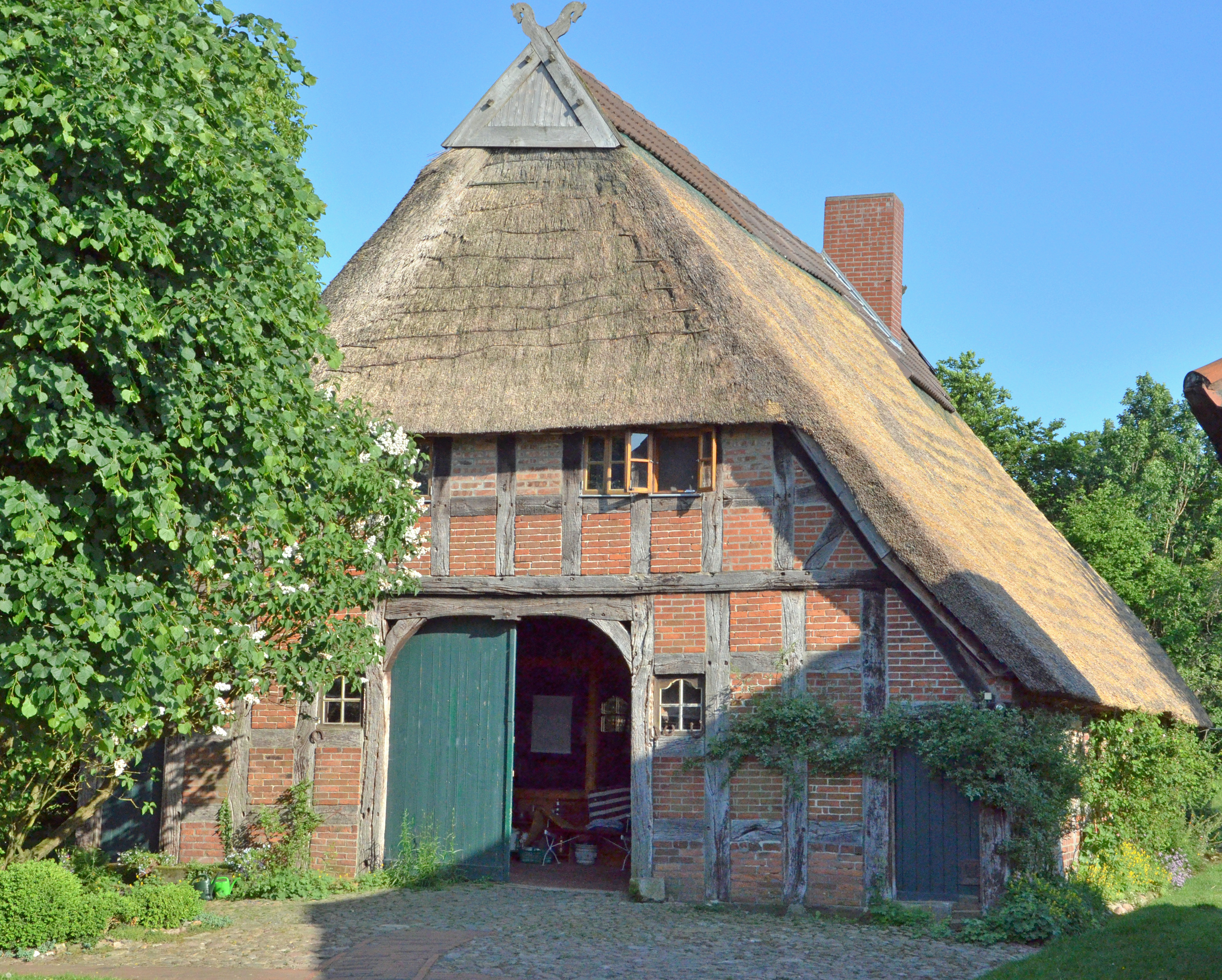
Denkmalgeschützte Hofanlage Fuldenriede 4

Zusammen mit den Syker Ortsteilen Henstedt, Heiligenfelde, Wachendorf und Gödestorf wird ein südlicher Bereich gebildet. Zu Jardinghausen gehören die historischen Ortsteile Fuldenriede, Wickbranzen und Wisloh. Jardinghausen ist der Syker Ortsteil mit der geringsten Einwohnerzahl, steht von der Fläche her mit 7,58 km² aber an drittletzter Stelle.
Jardinghausen gehört zusammen mit Henstedt, Heiligenfelde, Wachendorf und Gödestorf zum Kirchspiel Heiligenfelde.

### Nachbarorte
Nachbarn des Ortes Jardinghausen sind die Syker Ortsteile Henstedt, Heiligenfelde und Wachendorf. Südöstlich ist es die Syker Nachbargemeinde Samtgemeinde Bruchhausen-Vilsen und südwestlich der zur Stadt Bassum gehörende Ortsteil Neubruchhausen.

### Flüsse/Bäche
Die in nördlicher Richtung fließende Hache legt mit ihrem Bruchwaldbestand ein grünes Band durch Jardinghausen – geradezu eine Oase für viele Pflanzen und Tiere. Dabei ist die Hache teilweise Grenzfluss zu Neubruchhausen und zu Henstedt.

## Geschichte
Um 1700 entstand ein Schulhaus in Wisloh für die Kinder aus Jardinghausen und Henstedt.  Seit den 1960er und 1970er Jahren war die Heiligenfelder Volksschule eine Mittelpunktschule, die auch Jardinghausener Kinder besuchten.

Jardinghausen erhielt erst 1920 Strom.
Am 1. März 1974 wurde die Gemeinde Jardinghausen in die Stadt Syke eingegliedert.

### Einwohnerentwicklung
- 1950: 530 Einwohner
- 1961: 330 Einwohner[1]
- 1966: 303 Einwohner
- 1970: 311 Einwohner[1]
- 1982: 337 Einwohner
- 2006: 328 Einwohner
- 2017: 312 Einwohner
- 2022: 269 Einwohner

## Infrastruktur
Jardinghausen hat keine eigene Kirche und auch keinen Friedhof. Das Kriegerdenkmal in der Ortsmitte enthält die Namen der 20 Gefallenen und drei Vermissten aus dem Ersten Weltkrieg und die Namen von 38 Gefallenen und Vermissten aus dem Zweiten Weltkrieg (siehe Kriegerdenkmale in Syke#Jardinghausen).

### Verkehr

#### Straße
Jardinghausen liegt fernab des großen Verkehrs. Die nächste Bundesstraße, die B 6, verläuft 2,5 km entfernt nördlich durch Heiligenfelde und schafft gute Verbindungen zum Norden (nach Bremen, zur A 1 und zur A 27) und zum Süden (nach Hannover, zur A 2).
Eine gut ausgebaute Hauptstraße, die Landesstraße L 356, durchschneidet den Ort:
- als Jardinghauser Straße verläuft sie nördlich nach Heiligenfelde und zur B 6
- als Jardinghauser Straße und dann als Heiligenfelder Straße verläuft sie südlich nach Neubruchhausen.

Spätestens 1974 haben alle 17 Jardinghauser Straßen und einige Wege Namen bekommen.
Namen der Straßen (in alphabetischer Reihenfolge): Am Kiefernwald, Auf dem Sünder, Auf den Kempen, Benser Weg, Bomhoff, Dornenkamp, Fuldenriede, Große Heide, Hachkamp, Kastanienallee, Kronsberg, Jardinghauser Straße, Rebhuhnsberg, Slagboom, Stegenkamp, Wickbranzer Straße, Wisloher Straße.

#### Schiene
- Der nächste Bahnhof ist der in westlicher Richtung an der Strecke Bremen – Osnabrück gelegene DB-Bahnhof Bassum. Er ist ca. 9 km von Jardinghausen entfernt.
- Der ca. 10 km nordwestlich entfernt gelegene DB-Bahnhof in Syke gehört zu derselben Strecke.

### Vereine
- Förderverein Dorfgemeinschaft Jardinghausen von 2021, der sich für wichtige Zwecke einsetzt, welche die Dorfgemeinschaft stärken sollen.
- Freiwillige Feuerwehr als Einrichtung der Stadt Syke und die Jugendfeuerwehr.
- Dorfjugend Jardinghausen, welche unter anderem mit der Feuerwehr das jährliche Osterfeuer organisiert.

## Sehenswertes
In der Liste der Baudenkmale in Syke sind für Jardinghausen vier Baudenkmale aufgeführt.